# 阿琳·福斯特
阿琳·福斯特，阿加丹西女男爵，DBE PC（英語：Arlene Isobel Foster, Baroness Foster of Aghadrumsee；婚前姓凱利（Kelly）；1970年7月17日—），是一名北愛爾蘭政治人物、民主统一党领袖。
2016年接替彼德·羅賓遜出任北爱尔兰首席部长，是首位擔任此職位的女性。但不足一年後，她的民主統一黨便因與共同執政的新芬黨決裂、政府解散而被迫卸任。至三年後的2020年，才因再次與後者達成執政協議而得以第二次上任。
惟再掌政府僅一年，黨內對她的不滿已逼使她於2021年初夏先辭去黨魁，再辭去首席大臣。

## 外部連結
- 官方網站 （页面存档备份，存于）

| 北愛爾蘭議會             | 北愛爾蘭議會                                   | 北愛爾蘭議會           |
| ------------------------ | ---------------------------------------------- | ---------------------- |
| 前任者： 瓊·卡森         | 北愛爾蘭議會弗馬納及南蒂龍議員 2003年－2021年  | 繼任者： 黛博拉·厄斯金 |
| 官衔                     |                                                |                        |
| 前任者： 德莫特·內斯比特 | 環境部部長 2007年－2008年                      | 繼任者： 薩米·威爾遜   |
| 前任者： 尼格爾·多茲     | 企業貿易與投資部部長 2008年－2015年            | 繼任者： 喬納森·貝爾   |
| 前任者： 西蒙·漢密爾頓   | 財政和人事部部長 2015年－2016年                | 繼任者： 默文·斯托     |
| 前任者： 彼德·羅賓遜     | 北爱尔兰首席部长 2016年－2017年 2020年－2021年 | 繼任者： 保羅·吉凡     |
| 政党职务                 |                                                |                        |
| 前任者： 彼德·羅賓遜     | 民主统一党黨魁 2015年－2021年                  | 繼任者： 艾德溫·普茨   |